# Eva Angelina

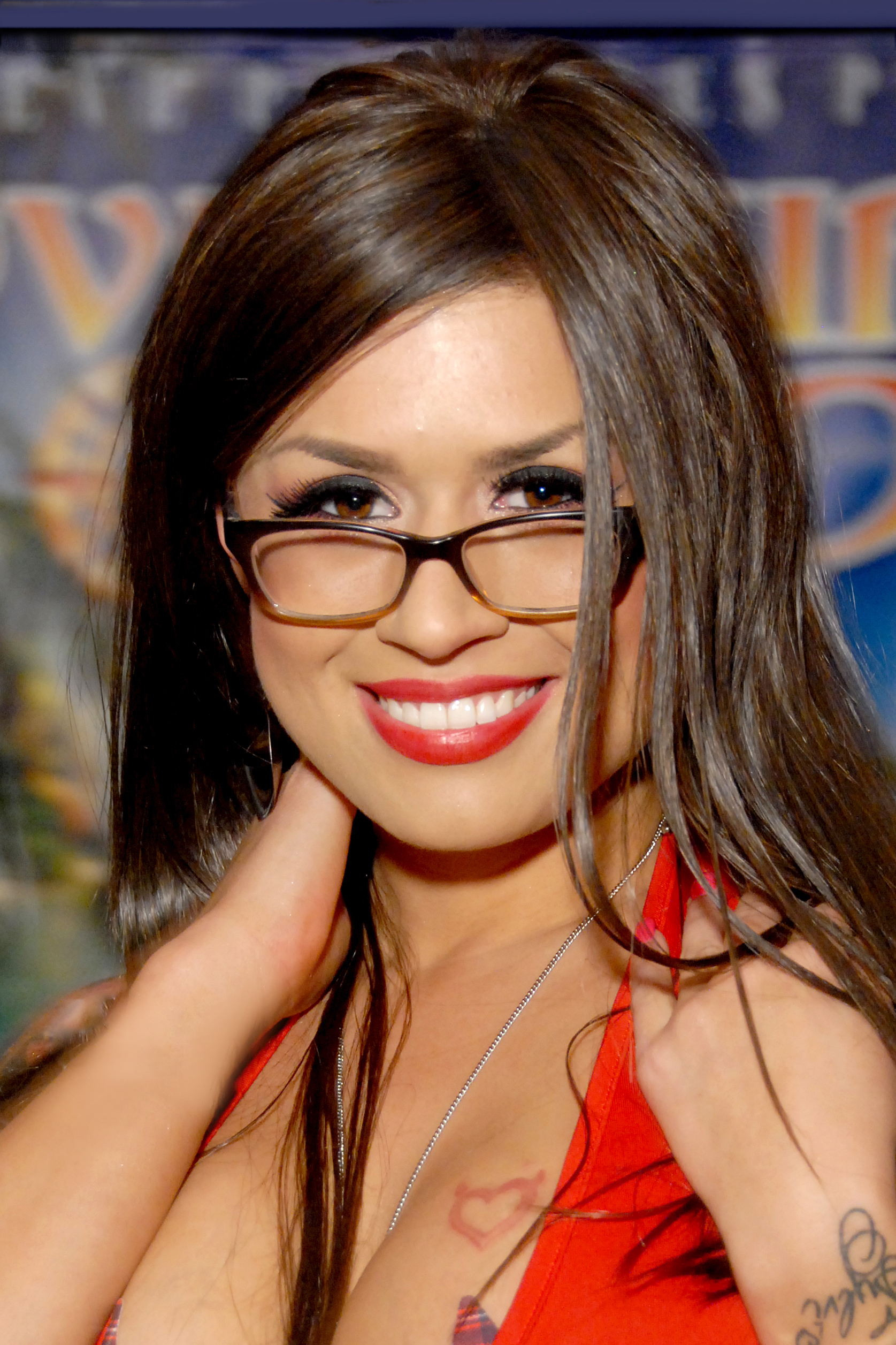
Eva Angelina (2013)

Eva Angelina, auch Angelina Del Mar (* 14. März 1985 als Nicole Frances Clyne in Huntington Beach, Kalifornien), ist eine US-amerikanische Pornodarstellerin und Model.

## Leben
Eva Angelina besuchte die Foothill High School in Tustin, Orange County. Laut eigenen Angaben hat sie kubanische, chinesische, englische und irische Vorfahren. Sie erschien in Filmen von Produktionsfirmen wie Vivid und Red Light District und war unter anderem Modell in Fotoserien für das Männermagazin Hustler.
Nach der Rückkehr in die Pornoindustrie arbeitete sie unter anderem für Digital Playground, Kink.com und Zero Tolerance Entertainment.
Für ihre Rolle im Film Upload wurde sie 2008 für drei AVN Awards nominiert, von denen sie zwei gewinnen konnte. Außerdem wurde sie mit dem XBIZ Award als Darstellerin des Jahres ausgezeichnet.
Eva Angelina ist dafür bekannt, in vielen ihrer Filme Brille zu tragen.

## Filmografie(Auswahl)
Die Internet Adult Film Database (IAFD) listet bis heute (Stand: Januar 2024) 970 Filme, in denen sie mitgespielt hat.
- 2003–2004: College Invasion 2, 3, 4
- 2005: Curse Eternal
- 2005: Eternity
- 2005: Jack’s Teen America 6, 8
- 2006: Busty Beauties: More than a Handful
- 2006: Eva Angelina (Red Light District)
- 2006: Grub Girl
- 2006: The Visitors
- 2007: Big Mouthfuls
- 2007: Big Wet Tits 5
- 2007: Operation: Desert Stormy
- 2007: Performers of the Year
- 2007: Spunk’d – The Movie
- 2007: Upload
- 2008: Diary of a Nanny 4
- 2008: Not Bewitched XXX
- 2008: Roller Dollz
- 2008: Suck It Dry 5
- 2008: Swimsuit Calendar Girls 1
- 2009: Car Wash Girls 1
- 2009: Deviance
- 2009: Baby Got Boobs 1
- 2009: Flight Attendants
- 2010: Lex the Impaler 5
- 2012: Big Tits in Sports 11
- 2012: Mandingo Massacre 5
- 2012: Oil Overload 7
- 2016: Fuck Sluts 3
- 2016: Lesbian Workout 2
- 2016: Supersized Monster Cocks 4
- 2017: Deviant Latinas
- 2017: Boobie Traps 3
- 2019: Bra Busters
- 2019–2020: Obsessed With Tits 3, 5
- 2020: Kinky Anal MILFs 3
- 2020: Screw You & Your Friends
- 2021: Ink'd MILFs
- 2021: 3Way Lesbian Pleasures

## Auszeichnungen

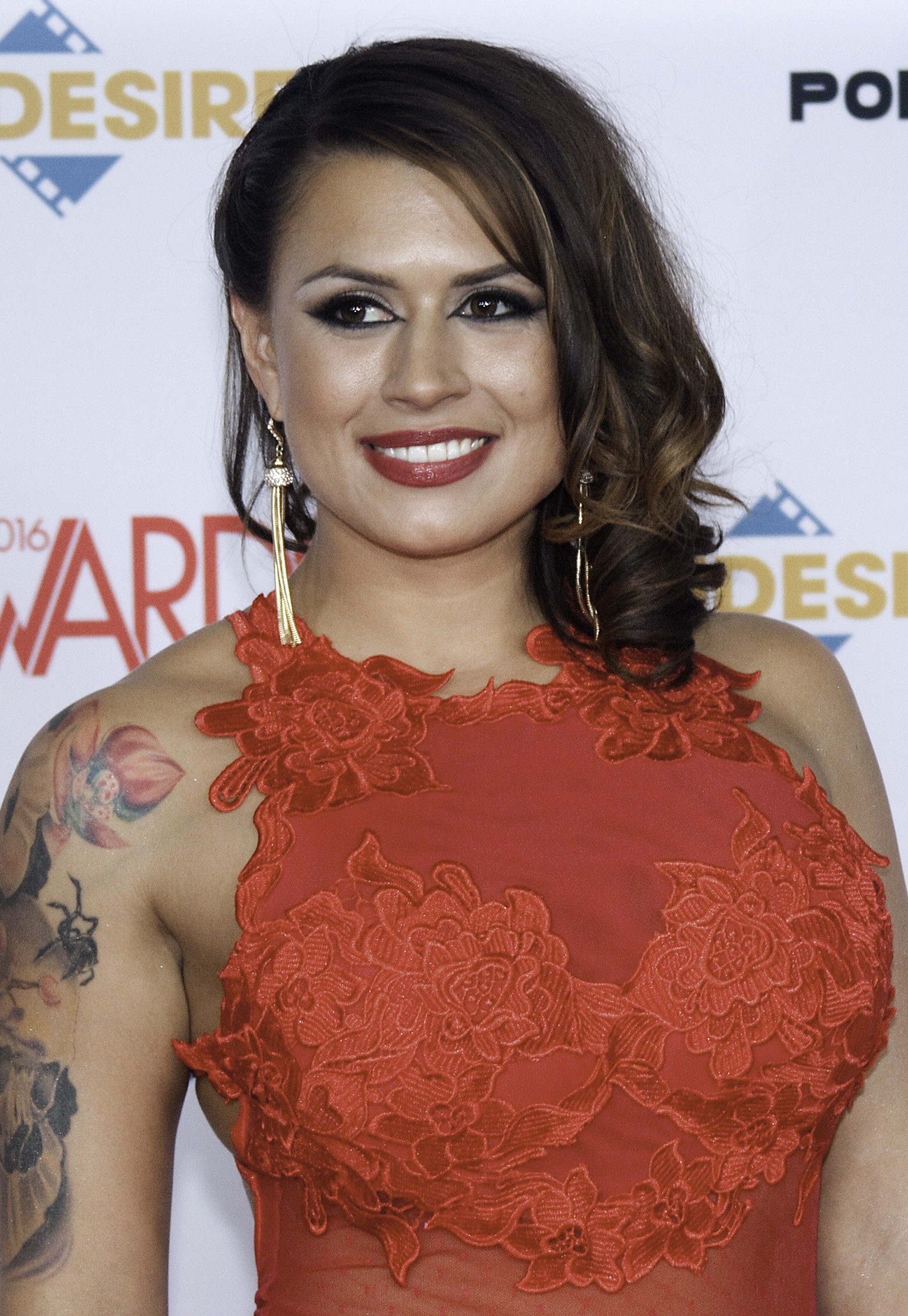
Eva Angelina bei den AVN Awards 2016

- 2007: NightMoves Award als „Best Actress (Fan’s Choice)“[5]
- 2008: AVN Award als „Best Actress – Video“ in Upload [4]
- 2008: AVN Award für „Best Solo Sex Scene“ in Upload [4]
- 2008: XRCO Award für „Best Single Performance – Actress“ in Upload [6]
- 2008: XBIZ Award als „Female Performer of the Year“[7]
- 2008: The Hottest Girl in Porn (Online-Wahl)[8]
- 2010: AVN Award für „Best All-Girl Group Sex Scene“ in Deviance (mit Teagan Presley, Sunny Leone und Alexis Texas)[9]
- 2010: XRCO Award für „Best Cumback“[10]
- 2010: XBIZ Award für „Pornstar Website of the Year“[11]
- 2011: AVN Award für „Best Tease Performance“ in Car Wash Girls (zusammen mit Alexis Texas) [12]
- 2013: Aufnahme in die Juliland Hall of Fame[13]